# Wuchiaping
Wuchiapingi (poznat i kao wujiapingij, djulfij, longtanij, rustlerij, saladoan, kastil ilidžulfij) je prva od dvije faze lopingske epohe permskog razdoblja. Pokriva vrijeme od oko prije 260,4 ± 0,7 Ma do oko prije 253,8 ± 0,7 Ma (milijuna godina).

## Poveznice
- Geološka razdoblja